# Николаев, Дмитрий Александрович (режиссёр)
Дми́трий Алекса́ндрович Никола́ев (род. 3 марта 1960, Москва) — актёр и режиссёр театра, телевидения и радио. Режиссёр-постановщик на «Радио России» и радио «Культура».

## Биография
Родился в Москве в семье поэта-фронтовика Александра Николаева. Старшая сестра — известная поэтесса Олеся (Ольга) Николаева. Жена - Николаева Дарья Вильямовна. Трое детей - сыновья Фёдор, Всеволод и дочь Ксения. Две внучки.
В детстве снялся в фильмах:
- 1966 «Крылья»
- 1968 «Бриллиантовая рука» — Максим, сын Семёна Горбункова
- 1970 «Шаг с крыши» — Витька Парамонов
- 1975 «Это мы не проходили» — Павлик Королёв
- 1976 «Розыгрыш» — классный поэт

С 1977 по 1980 годы работал в театре-студии «На Красной Пресне» под руководством Вячеслава Спесивцева. Окончил режиссёрский факультет ГИТИСа, курс М. О. Кнебель и ассистентуру стажировку ГИТИСа курс Л. Е. Хейфеца С 1983 года режиссёр-постановщик в государственных театрах в Москве, Санкт-Петербурге, Самаре, Перми, Кишинёве, Кемерово, Туле, Екатеринбурге. Поставил 21 спектакль.
С 1993 года режиссёр радио и ТВ-театра, осуществил постановки по произведениям Фёдора Достоевского, Ежена Ионеско, Анатолия Мариенгофа и др. Режиссёр радиоспектаклей для детей на радио.
Приглашенный режиссёр радиоспектаклей в Словении, Польше, Венгрии, Германии (Deutschland Radio Berlin and WDR Akustische Kunst), Австрии (ORF), Дании (Nordic House), Испании  Архивная копия от 26 января 2015 на Wayback Machine и Сербии  Архивная копия от 7 марта 2022 на Wayback Machine. Совместные работы с ABC (Австралия) и BBC (Великобритания). Автор и режиссёр в жанре Ars Acustica.
С 2001 года режиссёр детской образовательной передачи курица лапой" Архивная копия от 18 января 2012 на Wayback Machine
Преподаватель курса «Режиссура аудиотеатра» на режиссёрском факультете РАТИ (ГИТИС).
Член рабочей группы Радио Драмы Европейского Вещательного союза Архивная копия от 22 октября 2012 на Wayback Machine
Работы в жанре радио «Эсперанто» выходили в эфир в 16 странах Европы, США, Австралии. Представлял Россию в международных проектах группы «Ars Acustica» (недоступная ссылка) Европейского вещательного союза «Горизонтальное радио» Архивная копия от 2 марта 2009 на Wayback Machine, «Реки и мосты» Архивная копия от 14 сентября 2007 на Wayback Machine, «День рождения искусства» Архивная копия от 17 мая 2007 на Wayback Machine.
Режиссёр фильмов-спектаклей телеканала «Культура» по пьесам Алексея Слаповского «Рекорд» с участием Игоря Ясуловича и «Не такой, как все» (А. Феклистов, А. Покровская, М. Шашлова,И. Пегова)

## Награды и премии
- 1994 «Eloquence du son» Phonurgia Nova Архивная копия от 27 июля 2011 на Wayback Machine International Maison de Radio, Франция.
- 1994 Международный приз Польского радио
- 1996 Приз за экспериментальную постановку Международного фестиваля «Приз Останкино», Россия.
- 1997 WDR Akustische Kunst, Германия.
- 2007 Специальная рекомендация жюри Архивная копия от 7 октября 2008 на Wayback Machine (SPECIAL COMMENDATION — Radio Drama) фестиваля «Prix Europa» Архивировано 7 сентября 2012 года. в Берлине.
- 2011 Лучший радиоспекталь Архивная копия от 23 октября 2012 на Wayback Machine «Радиомания» МедиаСоюза, Российской Академии Радио и Министерства связи и массовых коммуникаций РФ.
- 2012 Медаль ордена «За заслуги перед Отечеством» II степени — за большие заслуги в развитии отечественного телерадиовещания, культуры и многолетнюю плодотворную деятельность[1].
- 2012 Grand Prix — Главный Приз (недоступная ссылка) фестиваля Европейского Вещательного Союза Архивная копия от 4 сентября 2012 на Wayback Machine «Prix Maurulic» в Хорватии.
- 2013 Grand Prix (недоступная ссылка) в категории Короткой Формы Европейского Вещательного Союза Архивная копия от 4 сентября 2012 на Wayback Machine «Prix Maurulic» в Хорватии.
- 2013 Премия симпатий слушателей и Главный Приз фестиваля «Grand PIK» Архивная копия от 19 декабря 2013 на Wayback Machine в Польше.
- 2013 Prix Italia — Original Radio Drama фестиваля «Prix Italia» в Турине.
- 2014  Архивная копия от 1 января 2015 на Wayback Machine Лучший радиоспекталь «Радиомания» МедиаСоюза, Российской Академии Радио и Министерства связи и массовых коммуникаций РФ.
- 2014 Grand Prix Nova -Short Forms Архивная копия от 4 марта 2016 на Wayback Machine фестиваля  Архивная копия от 27 января 2015 на Wayback Machine в Бухаресте.
- 2014 Специальная рекомендация жюри (недоступная ссылка) (SPECIAL COMMENDATION — Radio Drama) фестиваля «Prix Europa» Архивировано 7 сентября 2012 года. в Берлине.
- 2015 Grand Prix Marulic — Short Forms фестиваля Европейского Вещательного Союза Архивная копия от 4 сентября 2012 на Wayback Machine «Prix Maurulic» в Хорватии.
- 2015 Bronze Prix Nova — Short Forms Архивная копия от 4 марта 2016 на Wayback Machine фестиваля  Архивная копия от 27 января 2015 на Wayback Machine в Бухаресте.
- 2015 Silver Prix Nova — Radio drama Архивная копия от 4 марта 2016 на Wayback Machine фестиваля  Архивная копия от 27 января 2015 на Wayback Machine в Бухаресте (как звукорежиссёр).